# Romanowka (rejon chworostiański)
Romanowka (ros. Романовка) – wieś (sieło) w Rosji, w obwodzie samarskim, w rejonie chworostiańskim. W 2010 liczyła 656 mieszkańców.